# Waupun (Wisconsin)
Waupun es una ciudad ubicada en el condado de Fond du Lac en el estado estadounidense de Wisconsin. En el Censo de 2010 tenía una población de 11.340 habitantes y una densidad poblacional de 985,68 personas por km².

## Geografía
Waupun se encuentra ubicada en las coordenadas 43°37′45″N 88°44′11″O / 43.62917, -88.73639. Según la Oficina del Censo de los Estados Unidos, Waupun tiene una superficie total de 11.5 km², de la cual 11.36 km² corresponden a tierra firme y (1.22%) 0.14 km² es agua.

## Demografía
Según el censo de 2010, había 11.340 personas residiendo en Waupun. La densidad de población era de 985,68 hab./km². De los 11.340 habitantes, Waupun estaba compuesto por el 84.74% blancos, el 12.2% eran afroamericanos, el 1.17% eran amerindios, el 0.32% eran asiáticos, el 0.17% eran isleños del Pacífico, el 0.53% eran de otras razas y el 0.87% pertenecían a dos o más razas. Del total de la población el 1.91% eran hispanos o latinos de cualquier raza.